# Separarea variabilelor
În matematică separarea variabilelor (cunoscută și sub numele de metoda lui Fourier) este una dintre metodele de rezolvare a ecuațiilor diferențiale ordinare (EDO) și a celor cu derivate parțiale (EDP), care permit rescrierea algebrică a ecuației astfel încât fiecare membru să conțină câte o singură variabilă, diferită de cea din celălalt membru.

## Ecuații diferențiale ordinare
O ecuație diferențială pentru funcția necunoscută {\displaystyle f(x)} va fi separabilă dacă poate fi scrisă sub forma
{\displaystyle {\frac {d}{dx}}f(x)=g(x)h(f(x))}
unde {\displaystyle g} și {\displaystyle h} sunt funcții date. Acest lucru este poate mai limpede atunci când este scris sub forma
{\displaystyle {\frac {dy}{dx}}=g(x)h(y).}
Așadar, cât timp h(y) ≠ 0, termenii se pot rearanja pentru a obține:
{\displaystyle {dy \over h(y)}=g(x)\,dx,}
unde cele două variabile, x și y au fost separate. Notația dx (și dy) poate fi văzută ca fiind doar o notație convenabilă, care oferă un ajutor mnemonic la manipulări. O definiție formală a lui dx ca diferențială⁠(d) este oarecum convențională.

### Notația alternativă
Celor cărora le displace notația lui Leibniz⁠(d) pot scrie asta sub forma
{\displaystyle {\frac {1}{h(y)}}{\frac {dy}{dx}}=g(x),}
însă această formă nu reușește să evidențieze de ce metoda se numește „separarea variabilelor”. Integrând ambii membri ai ecuației în raport cu {\displaystyle x} se obține
{\displaystyle \int {\frac {1}{h(y)}}{\frac {dy}{dx}}\,dx=\int g(x)\,dx,}
sau, ținând cont de integrarea prin schimbare de variabilă,
{\displaystyle \int {\frac {1}{h(y)}}\,dy=\int g(x)\,dx}
Dacă se pot evalua cele două integrale, se poate găsi o soluție la ecuația diferențială. Acest proces permite efectiv tratarea derivatei {\displaystyle {\frac {dy}{dx}}} ca o fracție care poate fi separată. Acest lucru permite rezolvarea mai convenabilă a ecuații diferențiale separabile, așa cum este demonstrat în exemplul de mai jos.
De reținut că nu trebuie folosite două constante de integrare, cu ar fi
{\displaystyle \int {\frac {1}{h(y)}}\,dy+C_{1}=\int g(x)\,dx+C_{2},}
deoarece o singură constantă, {\displaystyle C=C_{2}-C_{1}}, este echivalentă.

### Exemplu
Creșterea populației este adesea modelată de ecuația diferențială „logistică”.
{\displaystyle {\frac {dP}{dt}}=kP\left(1-{\frac {P}{K}}\right)}
unde {\displaystyle P} este populația în funcție de timpul {\displaystyle t}, {\displaystyle k} este rata de creștere și {\displaystyle K} este capacitatea de suport⁠(d) a mediului.
Separarea variabilelor duce acum la
{\displaystyle {\begin{aligned}&\int {\frac {dP}{P\left(1-P/K\right)}}=\int k\,dt\end{aligned}}}
care este ușor de integrat, obținându-se
{\displaystyle P(t)={\frac {K}{1+Ae^{-kt}}}}
unde {\displaystyle A} este constanta de integrare. Se poate determina {\displaystyle A} în funcție de {\displaystyle P\left(0\right)=P_{0}} la {\displaystyle t=0.} Deoarece {\displaystyle e^{0}=1,} se obține
{\displaystyle A={\frac {K-P_{0}}{P_{0}}}.}

### Generalizarea EDO separabile la ordinul aln-lea
Așa cum se poate vorbi despre o EDO separabilă de ordinul întâi, se poate vorbi despre o EDO separabilă de ordinul al doilea, al treilea sau al n-lea. Fie o EDO separabilă de ordinul întâi:
{\displaystyle {\frac {dy}{dx}}=f(y)g(x)}
Derivata poate fi scrisă alternativ în felul următor pentru a sublinia faptul că este un operator care lucrează pe funcția necunoscută y:
{\displaystyle {\frac {dy}{dx}}={\frac {d}{dx}}(y)}
Astfel, atunci când se separă variabilele la ecuațiile de ordinul întâi, de fapt se mută numitorul dx al operatorului în membrul cu variabila x, iar d(y) rămâne în membrul cu variabila y. Prin analogie, operatorul „derivată de ordinul al doilea”, se descompune după cum urmează:
{\displaystyle {\frac {d^{2}y}{dx^{2}}}={\frac {d}{dx}}\left({\frac {dy}{dx}}\right)={\frac {d}{dx}}\left({\frac {d}{dx}}(y)\right)}
Operatorii de derivare de ordinul al treilea, al patrulea și al n-lea se descompun în același mod. Astfel, la fel ca o EDO separabilă de ordinul întâi, care se reduce la forma
{\displaystyle {\frac {dy}{dx}}=f(y)g(x)}
o EDO separabilă de ordinul al doilea se reduce la forma
{\displaystyle {\frac {d^{2}y}{dx^{2}}}=f\left(y^{\prime }\right)g(x)}
iar una separabilă de ordinul al n-lea la forma
{\displaystyle {\frac {d^{n}y}{dx^{n}}}=f\!\left(y^{(n-1)}\right)g(x)}

### Exemplu
Fie ecuația diferențială simplă neliniară de ordinul al doilea
{\displaystyle y^{\prime \prime }=(y^{\prime })^{2}.}
Aceasta este o ecuație doar dacă {\displaystyle y^{\prime \prime }} și {\displaystyle y^{\prime }}, 
sunt reductibile la forma generală descrisă mai sus, prin urmare este separabilă. Deoarece este o ecuație separabilă de ordinul al doilea, se separă toate variabilele x într-un membru și toate variabilele y în celălalt pentru a obține
{\displaystyle {\frac {d(y^{\prime })}{(y^{\prime })^{2}}}=dx}
apoi se integrează membrul drept în raport cu x și cel stâng în raport cu y
{\displaystyle \int {\frac {d(y^{\prime })}{(y^{\prime })^{2}}}=\int dx.}
Acest lucru dă
{\displaystyle -{\frac {1}{y^{\prime }}}=x+C_{1},}
care devine
{\displaystyle y^{\prime }=-{\frac {1}{x+C_{1}}}~.}
Asta este acum o integrală simplă, care integrată dă răspunsul final
{\displaystyle y=C_{2}-\ln |x+C_{1}|.}

## Ecuații cu derivate parțiale
Metoda de separare a variabilelor este utilizată și pentru a rezolva o gamă largă de ecuații cu derivate parțiale liniare cu condiții de limită și inițiale, cum ar fi ecuația căldurii, ecuația undei, ecuația lui Laplace, ecuația Helmholtz⁠(d) și ecuația biarmonică⁠(d).
Metoda analitică de separare a variabilelor pentru rezolvarea ecuațiilor cu derivate parțiale a fost generalizată într-o metodă de calcul prin descompunere în structuri invariante, metodă care poate fi utilizată pentru rezolvarea sistemelor de ecuații cu derivate parțiale.

### Exemplu: cazul omogen
Fie ecuația căldurii unidimensională:
{\displaystyle {\frac {\partial u}{\partial t}}-\alpha {\frac {\partial ^{2}u}{\partial x^{2}}}=0}
unde u este temperatura. Condiția la limită este omogenă⁠(d), adică
{\displaystyle u{\big |}_{x=0}=u{\big |}_{x=L}=0}
Se caută o soluție care să nu fie identică cu zero care să satisfacă condițiile la limită, dar cu următoarea proprietate: u este un produs în care dependența lui u de x, t este separată, adică:
{\displaystyle u(x,t)=X(x)T(t).}
Substituind u înapoi în prima ecuație și folosind regula de derivare a produsului,
{\displaystyle {\frac {T^{\prime }(t)}{\alpha T(t)}}={\frac {X^{\prime \prime }(x)}{X(x)}}.}
Deoarece membrul drept depinde doar de x, iar cel stâng doar de t, ambii membri trebuie să fie egali cu o constantă −λ. Astfel:
{\displaystyle T^{\prime }(t)=-\lambda \alpha T(t),}
și
{\displaystyle X^{\prime \prime }(x)=-\lambda X(x).}
unde −λ este valoarea proprie a ambilor operatori diferențiali, iar T(t) și X(x) sunt funcțiile proprii⁠(d).
Se va arăta că soluțiile lui X(x) pentru valorile lui λ ≤ 0 nu pot apărea. Fie λ < 0. Atunci există numerele reale B, C astfel încât
{\displaystyle X(x)=Be^{{\sqrt {-\lambda }}\,x}+Ce^{-{\sqrt {-\lambda }}\,x}}
Din a doua ecuație se obține
{\displaystyle X(0)=0=X(L)}
și deoarece B = 0 = C, u este identică cu 0.
Fie λ = 0. Atunci există numerele reale B, C astfel încât
{\displaystyle X(x)=Bx+C}
Din relația precedentă rezultă în același mod că u este identică cu 0. Deci, trebuie ca λ > 0. Atunci există numerele reale A, B, C astfel încât
{\displaystyle T(t)=Ae^{-\lambda \alpha t}}
și
{\displaystyle X(x)=B\sin({\sqrt {\lambda }}\,x)+C\cos({\sqrt {\lambda }}\,x)}
Cu C = 0 și pentru un număr întreg pozitiv n,
{\displaystyle {\sqrt {\lambda }}=n{\frac {\pi }{L}}}
Aceasta rezolvă ecuația căldurii în cazul particular în care {\displaystyle u(x,t)} are forma de mai sus.
În general, suma soluțiilor ecuației inițiale care satisfac condițiile la limită date satisface și {\displaystyle u(x,t).} Prin urmare, o soluție completă poate fi
{\displaystyle u(x,t)=\sum _{n=1}^{\infty }D_{n}\sin {\frac {n\pi x}{L}}\exp \left(-{\frac {n^{2}\pi ^{2}\alpha t}{L^{2}}}\right)}
Unde Dn sunt coeficienți determinați din condiția inițială.
Fiind dată condiția inițială
{\displaystyle u{\big |}_{t=0}=f(x)}
se obține
{\displaystyle f(x)=\sum _{n=1}^{\infty }D_{n}\sin {\frac {n\pi x}{L}}}
Asta este o dezvoltare în serie de sinusuri⁠(d) a lui f(x) care este susceptibilă de o analiză Fourier. Înmulțind ambii membri cu {\textstyle \sin {\frac {n\pi x}{L}}} și integrând peste [0, L] se obține
{\displaystyle D_{n}={\frac {2}{L}}\int _{0}^{L}f(x)\sin {\frac {n\pi x}{L}}\,dx}
Această metodă necesită ca funcțiile proprii X, aici {\textstyle \left\{\sin {\frac {n\pi x}{L}}\right\}_{n=1}^{\infty },} să fie ortogonale și complete⁠(d). În general, acest lucru este garantat de teoria Sturm–Liouville⁠(d).

### Exemplu: cazul neomogen
Fie ecuația neomogenă
{\displaystyle {\frac {\partial u}{\partial t}}-\alpha {\frac {\partial ^{2}u}{\partial x^{2}}}=h(x,t)}
cu aceeași condiție la limită de mai sus. Se dezvoltă h(x,t), u(x,t) și f(x) în
{\displaystyle h(x,t)=\sum _{n=1}^{\infty }h_{n}(t)\sin {\frac {n\pi x}{L}}}
{\displaystyle u(x,t)=\sum _{n=1}^{\infty }u_{n}(t)\sin {\frac {n\pi x}{L}}}
{\displaystyle f(x)=\sum _{n=1}^{\infty }b_{n}\sin {\frac {n\pi x}{L}}}
unde hn(t) și bn pot fi calculate prin integrare, în timp ce un(t) urmează să fie determinat.
Se substituie h(x,t) și u(x,t) în prima ecuație și, ținînd cont de ortogonalitatea funcției sinus se obține
{\displaystyle u_{n}^{\prime }(t)+\alpha {\frac {n^{2}\pi ^{2}}{L^{2}}}u_{n}(t)=h_{n}(t)}
care sunt o succesiune de ecuații diferențiale liniare⁠(d) care pot fi rezolvate ușor, de exemplu prin transformata Laplace sau cu un factor integrant. Se poate obține
{\displaystyle u_{n}(t)=e^{-\alpha {\frac {n^{2}\pi ^{2}}{L^{2}}}t}\left(b_{n}+\int _{0}^{t}h_{n}(s)e^{\alpha {\frac {n^{2}\pi ^{2}}{L^{2}}}s}\,ds\right)}
Dacă condiția la limită este neomogenă, atunci dezvoltările lui h(x,t) și  a lui u(x,t) nu mai sunt valabile. Trebuie găsită o funcție v care să satisfacă numai condiția la limită, funcție care se scade din u. Atunci funcția {\displaystyle u-v} satisface condiția la limită omogenă și poate fi rezolvată cu metoda de mai sus.

### Exemplu: derivate mixte
Pentru unele ecuații care conțin derivate mixte, ecuația nu se separă la fel de ușor cum a fost cazul ecuației căldurii în primul exemplu de mai sus, totuși separarea variabilelor poate fi încă aplicată. Fie ecuația biarmonică⁠(d) bidimensională
{\displaystyle {\frac {\partial ^{4}u}{\partial x^{4}}}+2{\frac {\partial ^{4}u}{\partial x^{2}\partial y^{2}}}+{\frac {\partial ^{4}u}{\partial y^{4}}}=0}
Procedând ca de obicei, se caută soluții ale formei
{\displaystyle u(x,y)=X(x)Y(y)}
și se obține ecuația
{\displaystyle {\frac {X^{(4)}(x)}{X(x)}}+2{\frac {X''(x)}{X(x)}}{\frac {Y''(y)}{Y(y)}}+{\frac {Y^{(4)}(y)}{Y(y)}}=0}
Se pune această ecuație sub forma
{\displaystyle E(x)+F(x)G(y)+H(y)=0}
Derivata acestei expresii în funcție de {\displaystyle x} este {\displaystyle E^{\prime }(x)+F^{\prime }(x)G(y)=0} ceea ce înseamnă că {\displaystyle G(y)=const.} sau {\displaystyle F^{\prime }(x)=0.} Derivarea în funcție de  {\displaystyle y} duce la {\displaystyle F(x)G^{\prime }(y)+H^{\prime }(y)=0} și astfel {\displaystyle F(x)=const.} sau {\displaystyle G^{\prime }(y)=0,} prin urmare fie F(x) fie G(y) trebuie să fie o constantă, −λ. Aceasta mai implică faptul că fie {\displaystyle -E(x)=F(x)G(y)+H(y),} fie {\displaystyle -H(y)=E(x)+F(x)G(y),} sunt constante. Revenind la ecuația în X și Y, sunt două cazuri
{\displaystyle {\begin{aligned}X^{\prime \prime }(x)&=-\lambda _{1}X(x)\\X^{(4)}(x)&=\mu _{1}X(x)\\Y^{(4)}(y)-2\lambda _{1}Y^{\prime \prime }(y)&=-\mu _{1}Y(y)\end{aligned}}}
și
{\displaystyle {\begin{aligned}Y^{\prime \prime }(y)&=-\lambda _{2}Y(y)\\Y^{(4)}(y)&=\mu _{2}Y(y)\\X^{(4)}(x)-2\lambda _{2}X^{\prime \prime }(x)&=-\mu _{2}X(x)\end{aligned}}}
care pot fi rezolvate fiecare luând în considerare cazurile separate pentru {\displaystyle \lambda _{i}<0,\lambda _{i}=0,\lambda _{i}>0} și ținînd cont că {\displaystyle \mu _{i}=\lambda _{i}^{2}.}

### Coordonate curbilinii
În coordonate curbilinii ortogonale, separarea variabilelor poate fi încă folosită, dar unele detalii diferă de cele din coordonatele carteziene. De exemplu, regularitatea sau condițiile periodice pot determina valorile proprii în locul condițiilor la limită.

## Aplicații

### Ecuații cu derivate parțiale
Pentru multe EDP, cum ar fi ecuația undelor, ecuația Helmholtz și ecuația Schrödinger, aplicabilitatea separării variabilelor este un rezultat al teoremei spectrale⁠(d). În unele cazuri nu se pot separa variabilele. Separarea variabilelor poate fi posibilă în unele sisteme de coordonate, dar nu și în altele, și care sisteme de coordonate permit separarea depinde de proprietățile de simetrie ale ecuației. Mai jos este un exemplu care demonstrează aplicabilitatea metodei la anumite ecuații liniare, deși metoda precisă poate diferi în cazuri individuale, de exemplu, în ecuația biarmonică.
Fie o problemă inițială a valorii la limită pentru o funcție {\displaystyle u(x,t)} pe {\displaystyle D=\{(x,t):x\in [0,l],t\geq 0\}} în două variabile:
{\displaystyle (Tu)(x,t)=(Su)(x,t)}
unde {\displaystyle T} este un operator diferențial în funcție de {\displaystyle x,} iar {\displaystyle S} este un operator diferențial în funcție de {\displaystyle t} cu datele la limită:
{\displaystyle (Tu)(0,t)=(Tu)(l,t)=0\quad } pentru {\displaystyle \quad t\geq 0}
{\displaystyle (Su)(x,0)=h(x)\quad } pentru {\displaystyle \quad 0\leq x\leq l}
unde {\displaystyle h} este o funcție cunoscută.
Se caută o soluție de forma {\displaystyle u(x,t)=f(x)g(t).} Împărțind EDP cu {\displaystyle f(x)g(t)} se obține
{\displaystyle {\frac {Tf}{f}}={\frac {Sg}{g}}}
Membrul drept depinde numai de {\displaystyle x,} iar cel stâng numai de {\displaystyle t,} așa că ambele trebuie să fie egale cu o constantă {\displaystyle K,} care dă două ecuații diferențiale ordinare
{\displaystyle Tf=Kf,\quad Sg=Kg}
care pot fi recunoscote ca probleme cu valori proprii pentru operatorii {\displaystyle T} și {\displaystyle S.} Dacă {\displaystyle T} este un operator compact, autoadjunct pe spațiul {\displaystyle L^{2}[0,l]} împreună cu condițiile la limită relevante, atunci după teorema spectrală există o bază pentru {\displaystyle L^{2}[0,l]} constând din funcții proprii ale lui {\displaystyle T.} Fie {\displaystyle E} spectrul⁠(d) lui {\displaystyle T} și fie {\displaystyle f_{\lambda }} o funcție proprie cu valoare proprie {\displaystyle \lambda \in E.} Atunci, pentru orice funcție care pentru fiecare {\displaystyle t} este integrabilă în funcție de {\displaystyle x,} se poate scrie această funcție ca o combinație liniară de {\displaystyle f_{\lambda }.} În particular, se știe că soluția {\displaystyle u} poate fi scrisă ca
{\displaystyle u(x,t)=\sum _{\lambda \in E}c_{\lambda }(t)f_{\lambda }(x)}
pentru unele funcții {\displaystyle c_{\lambda }(t).} La separarea variabilelor, aceste funcții sunt date de soluțiile {\displaystyle Sg=Kg.} Prin urmare, teorema spectrală asigură că atunci când este posibil separarea variabilelor va găsi toate soluțiile.
Pentru mulți operatori diferențiali, cum ar fi {\displaystyle {\frac {d^{2}}{dx^{2}}},} se poate arăta că aceștia sunt autoadjuncți la integrarea prin părți. În timp ce acești operatori pot să nu fie compacți, inverșii lor (când există) pot fi, ca în cazul ecuației undei, iar acești inverși au aceleași funcții proprii și valori proprii ca și operatorul original (cu posibila excepție a lui zero).

## Matrici
Forma matricială a separării variabilelor este suma Kronecker.
Ca exemplu, fie laplacianul discret bidimensional pe o rețea regulată:
{\displaystyle L=\mathbf {D_{xx}} \oplus \mathbf {D_{yy}} =\mathbf {D_{xx}} \otimes \mathbf {I} +\mathbf {I} \otimes \mathbf {D_{yy}} ,\,}
unde {\displaystyle \mathbf {D_{xx}} } și {\displaystyle \mathbf {D_{yy}} } sunt lapacienii discreți unidimensionali în direcțiile x și respectiv y, iar {\displaystyle \mathbf {I} } sunt identitățile dimensionale adecvate.

## Software
Unele aplicații software matematice sunt capabile să facă separarea variabilelor, de exemplu Xcas.